# Marion Petric
Marion Petric (* 18. September 1966 in Graz; † 29. Mai 2021) war eine österreichische Comedienne, Stimmenimitatorin, Sängerin, Synchronsprecherin, Moderatorin, Kabarettistin und Schauspielerin.

## Leben
Petric wurde 2002 als Stimmenparodistin für die Comedy-Schiene des österreichischen Radiosenders Hitradio Ö3 entdeckt. Bekannt wurde sie mit Parodien von Gerda Rogers, Ingrid Thurnher, Elisabeth Gehrer und Benita Ferrero-Waldner. Danach war sie Gründungsmitglied der „Ö3 Comedyhirten“, die mit dem Erfolgsprogramm „Mörderisch“ 300.000 Zuschauer in Österreich erreichten.
In der Folge begann Marion Petric eine Karriere als Solokünstlerin. Ihr erstes Programm „Ladies an die Leine“ (2009 bis 2012) war bereits erfolgreich. Darauf folgten die Comedy-Musik-Shows „Die Froschkönigin“ (2012 bis 2015) sowie „Fisch Grete und das Kammerl des Schreckens“ (2015 bis 2017). Zu dieser Zeit unterhielt Marion Petric auch im Ö3-Wecker in der Rolle der Putzfrau Margarethe Fisch alias „Fisch Grete“ ein Millionenpublikum.
Ab 2018 tourte die „einzige weibliche Stimmenparodistin Österreichs“ mit ihrem 4. Soloprogramm Fisch Grete am falschen Dampfer durch Österreich. Rund 20 Persönlichkeiten – darunter Niki Lauda, Vera Russwurm, Andreas Gabalier, Helene Fischer, Herbert Grönemeyer  – wurden darin persifliert.
Daneben arbeitete Marion Petric als Werbesprecherin, Moderatorin und Jazzsängerin und hatte immer wieder Einsätze in der Comedy-Rubrik von Hitradio Ö3.
Nachdem bei Petric im Jahr 2006 erstmals eine Krebserkrankung diagnostiziert worden war, starb sie im Mai 2021 infolge ihrer schweren Erkrankung.

## Programme
- 2004–2007: mit den Ö3-Comedy Hirten – Mörderisch
- 2009–2012: Ladies an die Leine – 1. Soloprogramm
- 2010: Das verflixte 7.Jahr – als „Miss Morris“, Kleine Komödie, Graz
- 2012–2015: Die Froschkönigin – 2. Soloprogramm
- 2015–2017: Fisch Grete und das Kammerl des Schreckens – 3. Soloprogramm
- ab 2018: Fisch Grete am falschen Dampfer – 4. Soloprogramm